# Ton et teinte
Pour les articles homonymes, voir Ton.
Le ton ou la teinte désignent, en peinture, la couleur perçue. Le terme couleur désigne à la fois un attribut visible d'un objet et, comme dans l'expression « marchand de couleurs », le matériau, mélange de colorant et de liant, qui sert à peindre. Le jargon professionnel des beaux-arts évite avec plus ou moins de succès les équivoques que crée cette ambiguïté.
Dans les systèmes informatiques et dans certaines descriptions colorimétriques, la teinte, associée à la saturation et à la valeur ou clarté, désigne la couleur pure, monochromatique, qui, mélangée à du blanc, donne une couleur métamère de celle qu'on analyse. Dans un disque chromatique, la teinte est la direction en partant du centre.

## Évolution du vocabulaire
Teindre, c'est communiquer une couleur à un objet. Cet objet peut être une pâte colorée servant à la peinture, aussi une teinte est en peinture, au XVIIe siècle, un mélange de couleurs « capable de représenter parfaitement la couleur naturelle », par opposition à une couleur pure, d'un seul pigment. Pour Furetière, la teinte est la « manière d'appliquer les couleurs pour donner du relief aux figures ». Jusqu'à la fin du XVIIIe siècle, la « teinte » désignait aussi ce qu'on appelle aujourd'hui l'aquarelle. À la fin du XIXe siècle, c'est un mélange où une couleur apparaît faiblement.
L'usage du mot ton est attesté en peinture dans la conférence de Bourdon à l'Académie royale de peinture et de sculpture de 1669. La notion de ton semble dériver de l'usage le plus courant, qui concerne la voix parlée. Le ton de voix vise plusieurs qualités distinctes du son, corrélées dans la pratique : la puissance, le caractère grave ou aigu, la dynamique sonore. L'application par métaphore aux couleurs mêle de même plusieurs qualités, avec souvent de nouvelles analogies : « un ton vigoureux » s'applique à la voix et à la peinture. Les conférences de l'Académie font certainement allusion à la théorie aristotélicienne des couleurs, qui les classe dans une échelle unique analogue aux tons de la musique, du noir au bleu, puis au rouge, au jaune et au blanc. Cette idée domine le discours savant de l'époque ; Isaac Newton organise, dans son Opticks de 1704, les couleurs prismatiques selon les sept intervalles de la gamme diatonique. La théorie de Newton sépare la chromaticité et la luminosité, mais elles sont intimement liées dans les pâtes colorées qu'emploient les peintres. Un bleu pur est nécessairement sombre, un jaune pur toujours lumineux. Les tons de la palette des artistes restent normalement organisés dans cet ordre jusqu'au milieu du XIXe siècle. Le ton, dans son emploi technique en peinture, tout comme dans son usage courant, conserve un sens ambigu, qui doit être démêlé par le contexte.
André Béguin constate à la fin du XXe siècle que teinte peut avoir des « significations différentes, voire contradictoires », tandis que le sens de ton, adopté plus tardivement par la peinture, varie aussi d'un auteur ou d'une spécialité à l'autre. Le Vocabulaire typologique et technique Dessin Peinture considère ton et teinte comme synonymes.
On emploie aussi ton et teinte avec un sens plus restreint, où teinte désigne la couleur indépendamment des effets de dégradé, de clarté ou d'obscurité, l'élément « rebelle à la représentation par le blanc et le noir », tandis que le ton désigne un caractère en rapport avec la clarté. Furetière donne déjà ce sens : « il y a cinq tons ou degrés de clair-obscur, le second ou le troisième qui suivent la grande lumière seront appelés demi-teinte ». Une teinte peut ainsi avoir plusieurs tons, qui constituent une gamme. Dans le Moyen de nommer et de définir les couleurs de Chevreul, écrit en collaboration avec les teinturiers experts de la Manufacture des Gobelins, ton est presque synonyme de valeur ; la couleur pure a un ton propre, pour monter en ton on ajoute du noir, pour éclaircir, on ajoute du blanc. Ces opérations matérielles changent évidemment la chromaticité et la saturation, concepts colorimétriques qui n'existaient pas à l'époque. Chevreul a intéressé et influencé, soit directement, soit par la vulgarisation de Charles Blanc plusieurs artistes peintres théoriciens de la couleur comme Paul Signac, qui écrit « Les mots ton et teinte étant généralement employés l'un pour l'autre, précisons que nous entendons par teinte la qualité d'une couleur, et par ton le degré de saturation ou de luminosité d'une teinte. La dégradation d'une couleur vers une autre créera une série de teintes intermédiaires, et le dégradé d'une de ces teintes vers le clair où le foncé passera par une succession de tons ».
La distinction entre ton et teinte appartient plutôt au langage savant, comme le reconnaît déjà Robin à la fin du XVIIIe siècle.
L'emploi au sens large de tous ces termes prédomine, même dans des ouvrages spécialisés. Le traducteur d'Ogden Rood pour l'influent Traité scientifique des couleurs emploie indifféremment teinte, ton et couleur pour colour, tint, hue, pigment de l'original.
Le développement de la colorimétrie a obligé à mieux définir les concepts, influençant les ouvrages modernes. On évite désormais de parler de « couleur » pour un matériau, réservant ce mot à la perception du rayonnement coloré. « Une couleur est caractérisée par trois grandeurs, son ton, sa valeur et sa pureté » ; alternativement « Ces trois paramètres sont appelés : tonalité, clarté, saturation ».

## Ton
Synonyme de couleur et teinte, ton peut les remplacer dans tous leurs usages. Il est plus précis quand on parle de mélange, puisqu'un mélange de couleurs est le mélange, sur la palette ou sur la toile, de pâtes colorées, alors qu'un mélange de tons est l'effet visuel de la juxtaposition de surfaces colorées.
Tons clairs et tons obscursTons qui s'opposent par l'impression de luminosité qu'ils dégagent.
Valeur tonaleLa valeur tonale — ou valeur tout court — est le degré de luminosité relative, du foncé au clair, indépendamment de la couleur. Certaines couleurs, comme les jaunes, ont toujours des valeurs claires, et d'autres, comme les violets, toujours des valeurs sombres (VTT, p. 45, DTP, p. 735).
Tons chauds et tons froidsLes tons sont d'autant plus chauds que, sur le disque chromatique, ils sont proches de l'orangé (DP, p. 857).
Tons neutresTons proches des gris. Les tons neutres font vibrer les tons vifs d'un tableau (LTA, p. 395).
Tons pursTons vivaces, de la périphérie du disque chromatique.
Tons dégradésTons dont la luminosité est augmentée mais la vivacité diminuée, par l'ajout de blanc. On les dit aussi lavés de blanc (VTT, p. 45).
Tons rompusTons dont la luminosité et la vivacité sont adoucies par le mélange d'une autre couleur à la couleur principale (DP, p. 857, DTP, p. 871, LTA, p. 366). La couleur complémentaire est celle qui rompt le plus un ton vif ; lorsque la couleur ajoutée est proche de la couleur principale, on dit plutôt que celle-ci « tire sur » l'autre ; dit autrement, un ton rompu « tire sur le gris » (VTT, p. 46). L'usage d'une couleur proche de la complémentaire, plutôt que du noir, pour assombrir une couleur, n'aurait pas d'intérêt spécial, s'il ne permettait pas de donner une teinte aux ombres, correspondant effectivement à ce qu'on cherche à représenter, où, la plupart du temps, les parties qui ne sont pas directement atteintes par la lumière sont éclairées par des reflets légèrement colorés. Autrement dit, on choisit la couleur pour rompre en tenant compte de ce que le blanc n'est pas le même pour les ombres et pour la lumière principale.
Tons rabattusTons dont la luminosité est atténuée par l'ajout de noir (VTT, p. 45, DTP, p. 633, LTA, p. 353). Pour les orangés, jaunes et vert-jaunâtres, rabattre un ton change la perception de sa couleur. Du point de vue colorimétrique, un orange est très proche d'un ton chocolat, et pourtant, nul ne dirait que c'est la même couleur.
Tons éteintsTon dont l'éclat et le contraste avec les voisins sont amoindris (DTP, p. 265).
Tons pastelsTons dont la vivacité est très atténuée par du blanc, comme celle des dessins au pastel.
Ton profondÀ la fois sombre et saturé.
Ton sur tonAssemblage de tons ne différant que par une petite nuance, comme en camaïeu (DTP, p. 726). Utilisé surtout en couture et en décoration.
Ton généralLe ton général ou tonalité (DTP, p. 726) d'un tableau est la dominante colorée (LTA, p. 395). Par exemple, le ton général de Impression, soleil levant de Claude Monet est dans les tons froids.
Ton localLe ton local est couleur propre d'un objet représenté dans le tableau ( DP, p. 857,DTP, p. 766, LTA, p. 395), avec les modulations correspondant à son système de clair-obscur, par exemple le ton local d'un drapé. Le ton local des manches de la Joconde est dans les ocres.
Ton plat ou aplatSurface colorée dans laquelle le ton ne varie pas, s'oppose au dégradé et au modelé (DTP, p. 48).
Hauteur de tonDeux couleurs qui ont la même luminosité et la même pureté sont égales en hauteur de ton. La hauteur de ton diminue quand on ajoute du blanc ; la peinture à l'eau baisse de ton en séchant ; une lumière trop vive fait baisser le ton (DTP, p. 331), forçant les peintres à « hausser le ton », lieu commun de la peinture du Nord remis en cause à partir de Van Gogh.
Ton de fondDans cet emploi, ton ne désigne pas une couleur perçue, mais une couche de peinture opaque en aplat dont des couches transparentes, en glacis moduleront l'apparence (VTT, p. 736).

## Demi-teinte
On parle de peinture en demi-teintes pour une œuvre exécutée « avec des tonalités douces et atténuées ». Dans une peinture plus contrastée, la demi-teinte ne se trouve que dans la transition entre ombre et lumière.
Une demi-teinte est une couleur intermédiaire entre le noir et le blanc,  et un procédé de gravure où des hachures ou des points épars simulent les couleurs intermédiaires entre celle ou celles de l'encre d'impression et celle du fond (blanc, le plus souvent),. La demi-teinte s'oppose ici à l'aplat et la gravure en demi-teintes à la gravure au trait.

## Teinte des couleurs informatiques

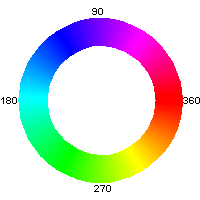
Teintes du cercle chromatique.

L'informatique décrit les couleurs possibles dans un système de synthèse des couleurs à partir de trois couleurs primaires, un rouge, un vert et un bleu, dont la colorimétrie exacte dépend de la fabrication et du réglage des écrans et imprimantes sur lesquels on les voit.
Pour faciliter l'intervention humaine sur les couleurs, de nombreux systèmes informatiques offrent la possibilité de régler, au lieu des trois couleurs primaires, trois paramètres plus liés à la perception, la luminosité, la teinte et la saturation.
Dans cette présentation, la teinte ((en) hue) est représentée par une direction repérée sur un cercle chromatique qui présente les couleurs sous la forme la plus pure possible.
Une couleur a trois composantes (r, v, b). On suppose que le système des couleurs est linéaire ; cette couleur peut donc se décomposer en une somme de composantes égales à la plus petite des trois (un gris neutre) plus une teinte avec les deux composantes les plus grandes.
On repère ordinairement les teintes en considérant que les couleurs primaires sont également espacées, avec le rouge primaire à 0°, le vert primaire à 120°, le bleu primaire à 240°, et les mélanges, à des angles intermédiaires, en proportion des deux primaires qui les composent. Ce repérage nécessite peu de calculs, mais il ne correspond pas à une évaluation colorimétrique, du fait de la non-linéarité des signaux de couleur sRGB en informatique.